# Polyzonus similis
Polyzonus similis là một loài bọ cánh cứng trong họ Cerambycidae.